# Сент-Оппортюн-дю-Боск
Сент-Оппортю́н-дю-Боск (фр. Sainte-Opportune-du-Bosc) — муніципалітет у Франції, у регіоні Нормандія, департамент Ер. Населення — 644 особи (01.01.2021).
Муніципалітет розташований на відстані близько 120 км на захід від Парижа, 37 км на південний захід від Руана, 28 км на північний захід від Евре.

## Історія
У 935 році поруч з містом відбувалась битва між Вільгельмом I, герцогом Нормандії та Робертом ІІ. Пізніше її назвали Шан-де-Батай (фр. Champ-de-Bataille), а в 1651 році Александр Крекський (фр. Alexandre de Créqui) побудував замок, який нині й носить назву битви, Шан-де-Батай. Сади замку спроєктовані Андре Ленотром.
До 2015 року муніципалітет перебував у складі регіону Верхня Нормандія. Від 1 січня 2016 року належить до нового об'єднаного регіону Нормандія.

## Демографія
Динаміка населення (INSEE ):
Розподіл населення за віком та статтю (2006):
| Стать | Всього | До 15 років | 15-24 | 25-44 | 45-64 | 65-85 | Понад 85 |
| --- | ------ | ----------- | ----- | ----- | ----- | ----- | -------- |
| Чоловіки | 274    | 75          | 18    | 109   | 46    | 26    | 0        |
| Жінки | 277    | 86          | 22    | 93    | 57    | 15    | 4        |
| \| Статево-вікова піраміда \| Статево-вікова піраміда \| Статево-вікова піраміда \| \| ----------------------- \| ----------------------- \| ----------------------- \| \| Чоловіки \| Вік \| Жінки \| \| 0 \| 85 + \| 4 \| \| 4 \| 80-84 \| 0 \| \| 4 \| 75-79 \| 0 \| \| 11 \| 70-74 \| 4 \| \| 7 \| 65-69 \| 11 \| \| 7 \| 60-64 \| 14 \| \| 11 \| 55-59 \| 18 \| \| 14 \| 50-54 \| 0 \| \| 14 \| 45-49 \| 25 \| \| 29 \| 40-44 \| 18 \| \| 54 \| 35-39 \| 47 \| \| 22 \| 30-34 \| 14 \| \| 4 \| 25-29 \| 14 \| \| 4 \| 20-24 \| 11 \| \| 14 \| 15-20 \| 11 \| \| 29 \| 10-14 \| 29 \| \| 39 \| 5-9 \| 32 \| \| 7 \| 0-4 \| 25 \| |        |             |       |       |       |       |          |
| Статево-вікова піраміда |        |             |       |       |       |       |          |
| Чоловіки | Вік    | Жінки       |       |       |       |       |          |
| 0 | 85 +   | 4           |       |       |       |       |          |
| 4 | 80-84  | 0           |       |       |       |       |          |
| 4 | 75-79  | 0           |       |       |       |       |          |
| 11 | 70-74  | 4           |       |       |       |       |          |
| 7 | 65-69  | 11          |       |       |       |       |          |
| 7 | 60-64  | 14          |       |       |       |       |          |
| 11 | 55-59  | 18          |       |       |       |       |          |
| 14 | 50-54  | 0           |       |       |       |       |          |
| 14 | 45-49  | 25          |       |       |       |       |          |
| 29 | 40-44  | 18          |       |       |       |       |          |
| 54 | 35-39  | 47          |       |       |       |       |          |
| 22 | 30-34  | 14          |       |       |       |       |          |
| 4 | 25-29  | 14          |       |       |       |       |          |
| 4 | 20-24  | 11          |       |       |       |       |          |
| 14 | 15-20  | 11          |       |       |       |       |          |
| 29 | 10-14  | 29          |       |       |       |       |          |
| 39 | 5-9    | 32          |       |       |       |       |          |
| 7 | 0-4    | 25          |       |       |       |       |          |

## Економіка
2010 року серед 425 осіб працездатного віку (15—64 років) 333 були активними, 92 — неактивними (показник активності 78,4%, у 1999 році було 71,6%). З 333 активних мешканців працювало 313 осіб (174 чоловіки та 139 жінок), безробітними було 20 (10 чоловіків та 10 жінок). Серед 92 неактивних 28 осіб було учнями чи студентами, 33 — пенсіонерами, 31 була неактивною з інших причин.

У 2010 році в муніципалітеті числилось 216 оподаткованих домогосподарств, у яких проживали 655,5 особи, медіана доходів виносила 21 299 євро на одного особоспоживача